# Mega (телеканал, Чили)
Mega — чилийская сеть бесплатного вещания, принадлежащая Mega Media, дочерней компании Bethia. Она была основана 23 октября 1990 года как первая частная телевизионная сеть в Чили на канале 9 в Сантьяго, заменив Canal 9 TVN Señal 2.
Станция является членом Национальной телевизионной ассоциации и Иберо-американской телекоммуникационной организации.
В июне 2016 года Discovery, Inc. (ныне Warner Bros. Discovery) приобрела 27,5% акций телеканала за 40 миллионов чилийских песо. В 2022 году группа Bethia приобрела долю WBD в телеканале и стала его 100%-ным владельцем. С тех пор Mega является дочерней компанией, находящейся в полной собственности группы Bethia.

## История
Mega начала вещание 23 октября 1990 года. Первоначально она называлась Red Televisiva Megavisión, а затем сменила название в 2001 году. Это первая частная телекомпания в Чили.

## Программы
- Mucho gusto
- Meganoticias
- Megadeportes
- El tiempo en Mega

## Слоганы
- 1990–1991 — El otro canal
- 1991–1992 — Megavisión, estamos con usted
- 1992–2001 — Megavisión, mucho que ver
- 2001–2010 — ¡Se Vive!
- 2010–2013 — ¡Me gusta!
- 2013–2015 — Cambia contigo
- 2015–2018 — Mi Mega
- 2018–2020 — Tú nos inspiras
- 2020–2022 — Comparte
- С 2022–н. в. — Se siente bien